# Neobisium ischyrum balearicum
Neobisium ischyrum balearicum es una subespecie de arácnido del orden Pseudoscorpionida de la familia Neobisiidae.

## Distribución geográfica
Se encuentra en las islas Baleares (España).